# Jirania Kashipú

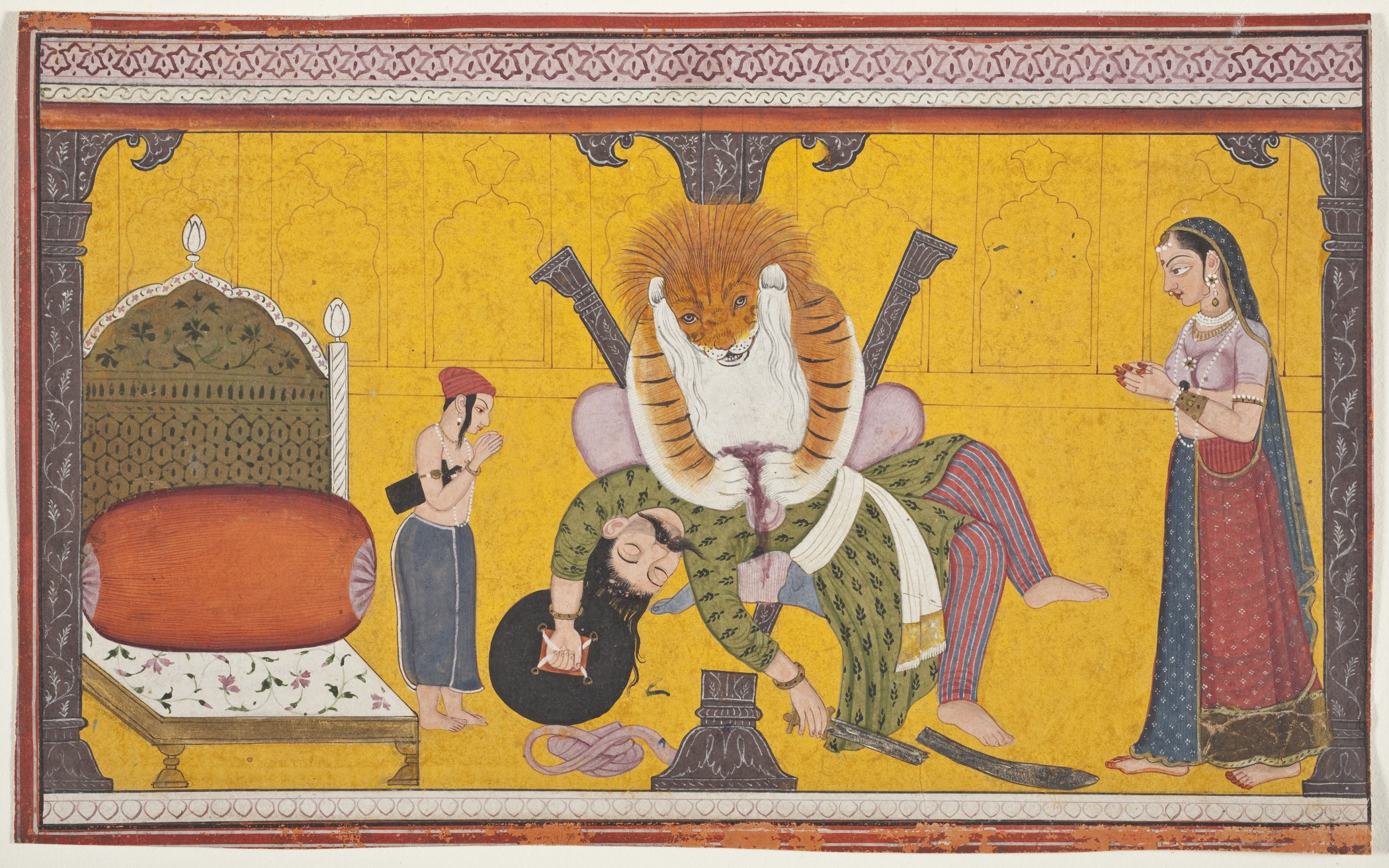
Narasinja vacía los intestinos de Jirania Kashipú, mientras Prajlada y su madre se inclinan ante él; folio de un Bhágavat-purana, acuarela y oro sobre papel, 121 × 235 mm), en Nurpur (Himachal Pradesh).

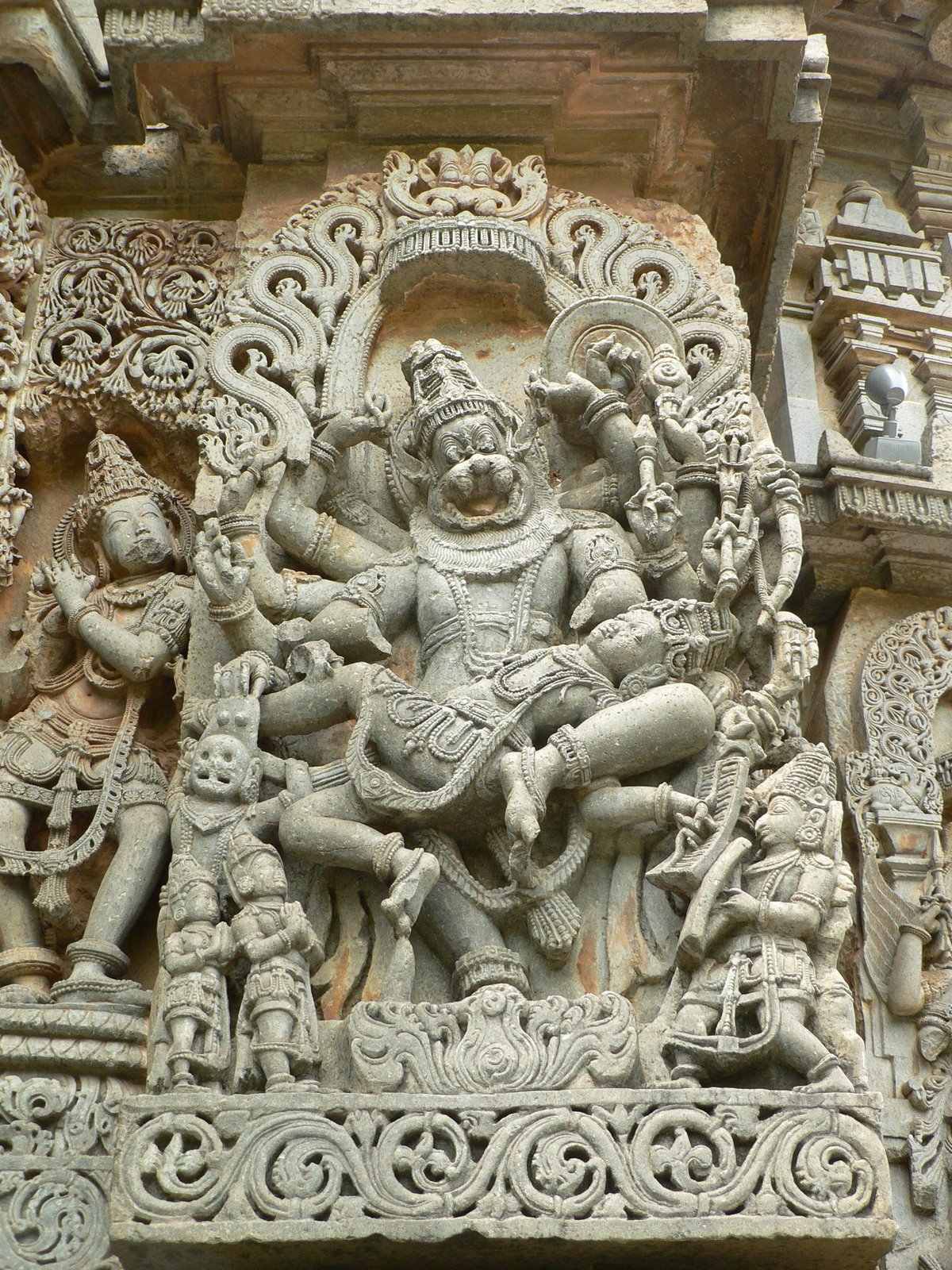
Antigua estatua de Narasimja (encarnación de Visnú como hombre león) con el demoníaco rey Jirania Kashipú.

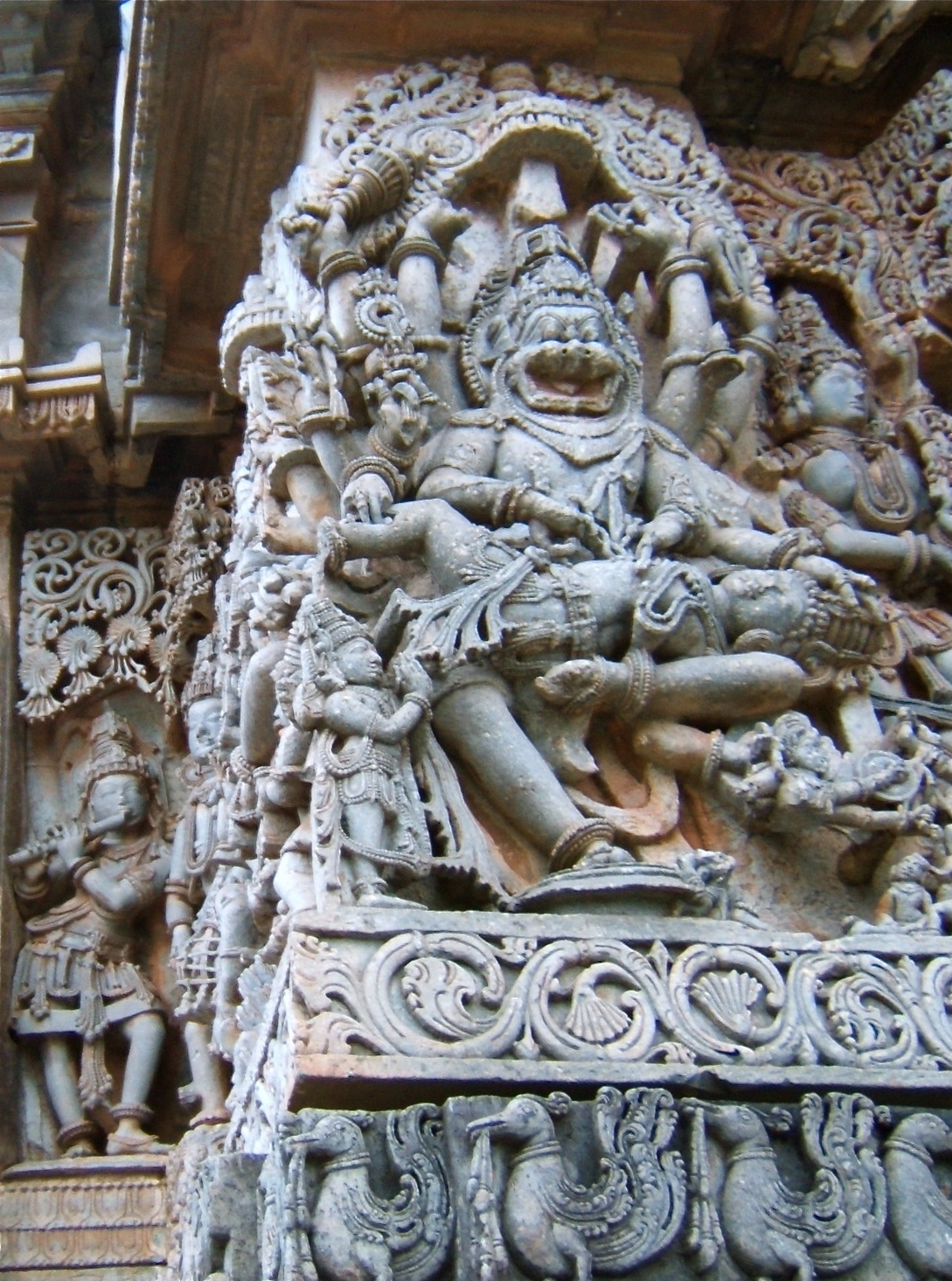
Estatua en Halebid (Estado de Karnataka.

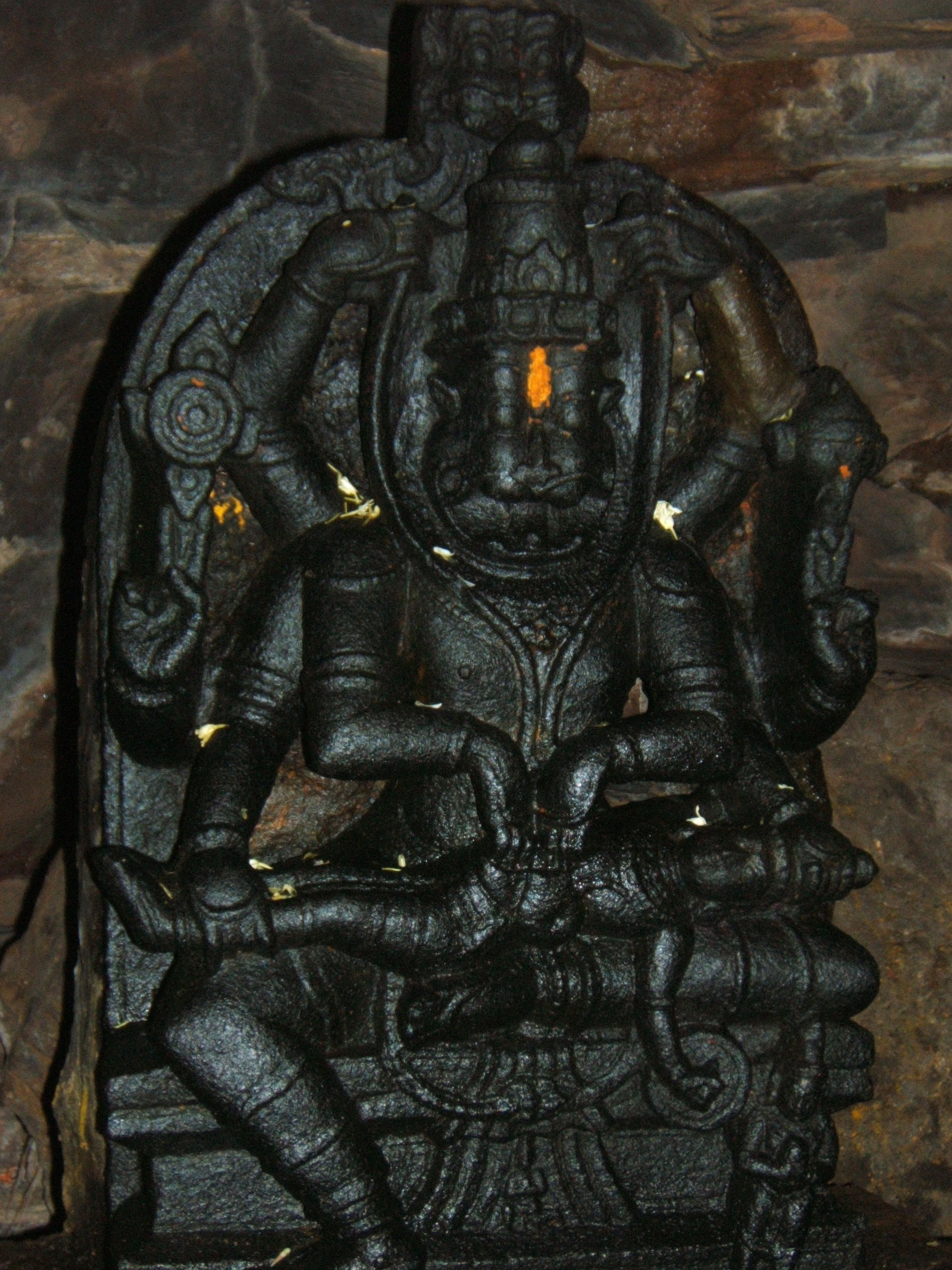
Ywala NaraSimja Ajobilam (deidad de Narasinja en el Sur de la India; los pobladores dicen que este es el sitio donde se encontraba el palacio de Jirania Kashipú, donde apareció el dios Nara Sinja).

En el marco de la mitología hinduista, Jirania Kashipú (en sánscrito हिरण्यकशिपु, "vestido de oro") fue un rey demoníaco que vivió en la India hace miles de años. Su leyenda se describe en las Upanishád, los Puranas y otros antiguos textos del hinduismo.
Fue asesinado por un avatar del dios Visnú, llamado Nara Simja (‘hombre león’), que apareció exclusivamente para matarlo.
- hiraniakaśipu, en el sistema IAST de transliteración.
- हिरण्यकशिपु, en escritura devánagari.
- Hiranyakashipu es la manera más común de escribirlo en inglés.

Según el Bhagavata-purana, «En esta décimocuarta encarnación, el Señor apareció como Nrisinja y bifurcó el fuerte cuerpo del ateo Jirania Kashipú con las uñas, tal como un carpintero abre una caña».

## En las Escrituras hinduistas
Se encuentran referencias a Jiraniakashipú en una gran variedad de escrituras puránicas.
Hay 17 versiones de la misma leyenda, algunas con más detalles que las otras:
- Agní-purana (4.2-3).
- Bhágavat-purana (Canto 7).
- Brahmá-purana (213.44-79).
- Brahmanda-purana (2.5.3-29).
- Harivamsa (3.41-47).
- Kurma-purana (1.15.18-72).
- Linga-purana (1.95-96).
- Matsia-purana (161-163).
- Padma-purana (Uttara-khanda 5.42).
- Shivá-purana (2.5.43 & 3.10-12).
- Skandá-purana 7 (2.18.60-130).
- Vaiu purana (67.61-66).
- Visnú-dharmottara-purana (1.54).
- Visnú-purana (1.16-20),
- Tapani upanishad (Narasimha tapani upanishad, pequeña mención).
- Majábharata (3.272.56-60, pequeña mención).

## Leyenda de Jirania Kashipú
La historia de Jirania Kashipú se cuenta en el Bhágavata-purana de la siguiente manera:
Cuando el dios Visnú descendió a la Tierra como su avatara jabalí Varaja, mató a un rákshasa conocido como Jirania Akshá.
El hermano de Jirania Akshá, Jirania Kashipú, muy enojado por esto, comenzó a odiar a Visnú y a sus seguidores.
Decidió entonces matar a Visnú mediante la obtención de poderes místicos.
Él sabía que si llevaba a cabo muchos años de austeridades y penitencias, Brahmá (el principal de los devás) le otorgaría cualquier poder.
Abandonó su palacio a solas y se dirigió a la montaña Mandara Achala. Allí se puso de puntas de pies durante miles de años. Esto generó una cantidad tan grande de siddhis (poderes místicos) que la temperatura de todo el mundo empezó a elevarse.
Los devás fueron en grupo a quejarse ante el dios Brahmá.
Este descendió, muy complacido con las austeridades de Jirania Kashipú, y le dijo que pidiera lo que quisiera, que él mismo se encargaría de hacerlo realidad.
«¡Oh, mi señor! ¡Oh, el mejor entre los dadores de bendiciones! Si usted amablemente me da la bendición que yo deseo, por favor no permita que yo sea matado por ninguna de las criaturas creadas por usted. Permita que yo no muera dentro ni fuera de una residencia, de día o de noche, en el piso, en el agua o en el aire, por un arma, un ser humano o un animal, por nada que esté vivo o muerto, por un devá o demonio o gran serpiente del infierno. Como nadie puede vencerle a usted en una batalla, usted no tiene ningún competidor. Por eso deme la bendición de que yo tampoco tenga rivales. Deme el señorío sobre todas las criaturas y sus deidades presidentes, y deme toda la gloria que se obtiene por esa posición. Además deme todos los poderes místicos que se obtienen por largas austeridades y la práctica de ioga, porque esos no pueden perderse en ningún momento.
Mientras Jirania Kashipú estaba en la montaña Mandarachala, Indra y otros devás atacaron su palacio y lo destruyeron.
Tomaron a Kaiadu, la esposa de Jirania Kashipú (que estaba embarazada) para matarla, pero el sabio volador Nárada intervino para protegerla.

Nárada la llevó a su áshrama, donde Prajlada (el hijo aún no nacido de Jirania Kashipú), escuchó desde el útero de Kaiadu todas las instrucciones espirituales que el sabio le dio a su madre.
Cuando Jirania Kashipú volvió de sus austeridades, Prajlada nació y fue el orgullo del demonio.
Pero cuando creció, empezó a mostrar en la escuela los síntomas de haber sido aleccionado desde el vientre por Nárada, lo cual enojó muchísimo a su padre.
Jirania Kashipú finalmente se enojó tanto con la devoción que su hijo sentía por Visnú (a quien él veía como su enemigo mortal, por haber matado a su hermano Jirania Akshá), que decidió matarlo.
Pero cada vez que él lo mandaba a matar, Visnú protegía al niño Prajlada (de 5 años) con su poder místico.
Finalmente, Prajlada se negó a considerar que su padre era el amo del universo, y dijo que Visnú era omnipenetrante y omnipresente.
Entonces Jirania Kashipú apuntó a una columna cercana y le preguntó a Prajlada si «su Visnú» se encontraba allí:
«Oh, desafortunado Prajlada, tú siempre hablas de un ser supremo distinto de mí, un ser supremo que está por encima de todo, que es el controlador de todos, y que es omnipenetrante. Pero ¿dónde está? Si está en todas partes, ¿por qué no está presente ante mí en esta columna?»
Prajlada respondió: «Él estuvo, él está, y él estará» (Según otra versión, respondió: «Él está dentro de las columnas y está en la más pequeña brizna de hierba»
Jirania Kashipú, incapaz de controlar su ira, destruyó una columna de su palacio con su maza.
Inmediatamente en medio del humo de los escombros se oyó un rugido terrible y Jirania Kashipú vio ante sí a su enemigo Visnú.
Este, para matar a Jirania Kashipú y no contradecir la bendición dada por Brahmá, eligió su forma eterna como Narasinja: no era una criatura creada por Brahmá. No lo mató en el piso, en el agua ni en el aire, sino en su regazo.
Jirania Kashipú no murió por un arma, sino por las garras de Dios (las uñas no están vivas ni muertas).
Tenía forma mitad hombre y mitad león, así que no era un hombre ni un animal. No era una criatura viva o no viva, ni por un devá o demonio o gran serpiente del infierno, sino Dios mismo.
No era de día ni de noche, sino el atardecer.
Narasinja arrastró a Jirania Kashipú hasta el umbral hacia el patio —así no lo mataría dentro ni fuera de una residencia—, lo abrió en dos, le sacó los intestinos y se los puso como guirnaldas,
y presumiblemente (ya que como león no sería vegetariano) se lo comió todavía vivo.
El Kurma-purana describe la batalla precedente entre Narasinjá y las fuerzas demoníacas, en la cual él escapó de la poderosa arma llamada pashupata y describe cómo los hermanos de Prajlada, liderados por Anujrada y miles de otros demonios fueron llevados a la morada de la muerte (iama alaia) por el león producido del cuerpo del avatara hombre-león.
El mismo episodio se cuenta en el Matsiá-purana (179), varios capítulos después de su versión del advenimiento de Narasinja.
Después de la matanza, ninguno de los devás presentes podía acercarse para calmar la furia de Narasinja, ni siquiera el Señor Shivá.
Así que todos los dioses y diosas llamaron a la consorte de Visnú, Lakshmí. Pero ella tampoco pudo acercarse.
Entonces, por pedido de Brahmá, Prajlada se puso delante de Narasinja, y este lo alzó en su regazo y se calmó con las canciones de su devoto.
Antes de partir, Narasinja recompensó al sabio niño Prajlada y lo coronó como rey.